# Айдабол (Акмолинская область)
Айдабол (каз. Айдабол, ранее — Айдабул) — посёлок в Зерендинском районе Акмолинской области Казахстана (в 80 км от областного центра — Кокшетау), образует административно-территориальную единицу село «Село Айдабол» со статусом сельского округа.
- Код КАТО — 115641100[2].
- Код КАТО административной единицы —115641000[3].

## География

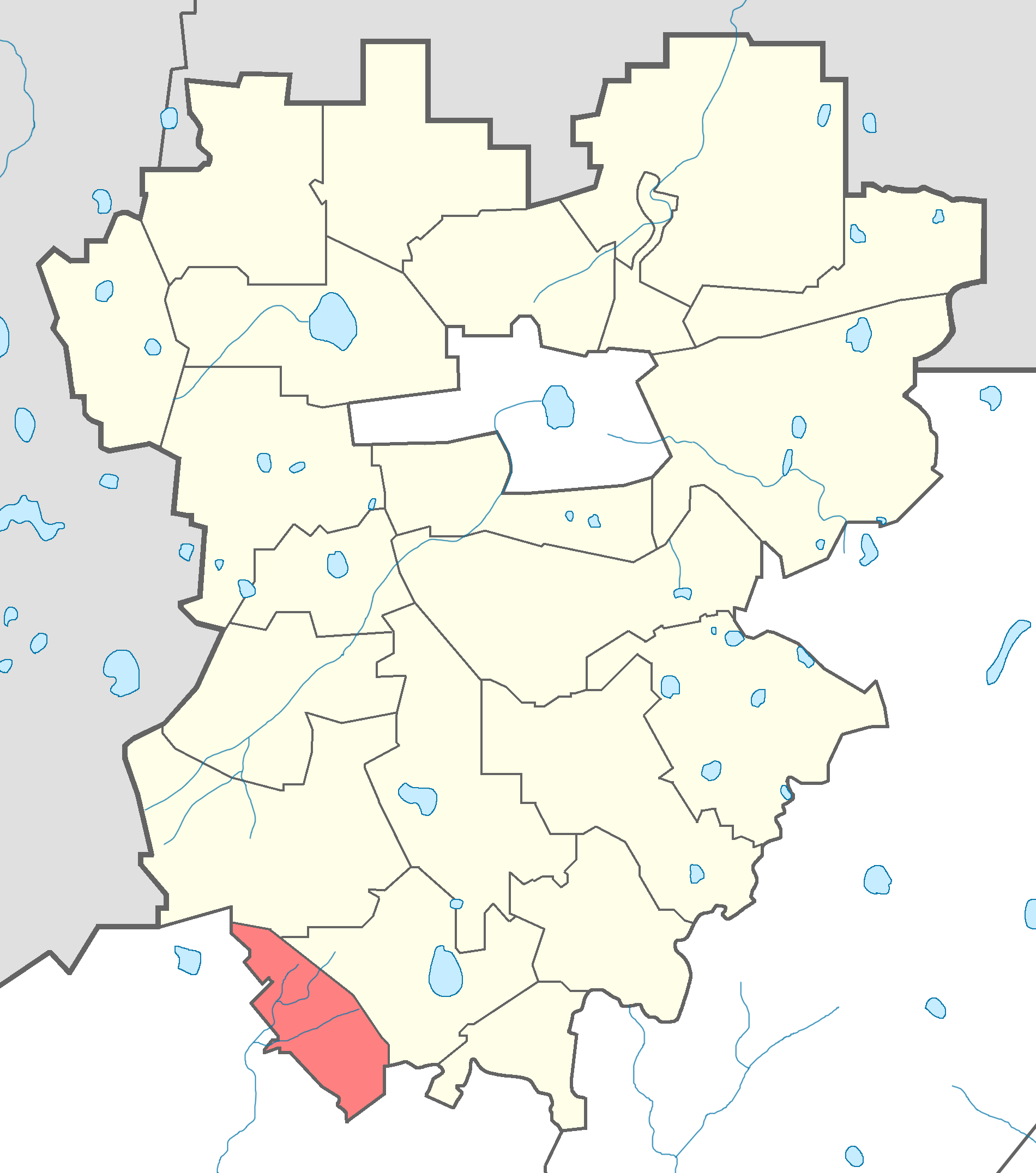
Территорий подчиняемые посёлку Айдабол

Посёлок расположен на юге района, в 26 км на юго-запад от центра района села Зеренда. Близ посёлка проходит автодорога Р-12 (Кокшетау — Атбасар). Протекает река Айдабулка.
Административно посёлок граничит:
- на востоке с Викторовским сельским округом,
- на юге, западе с Сандыктауским районом,
- на севере с Байтерекским сельским округом.

### Улицы[4]
- ул. Акжол,
- ул. Базарная,
- ул. Больничная,
- ул. Будённого,
- ул. Водникова,
- ул. Заводская,
- ул. Карл Маркса,
- ул. Кирова,
- ул. Кооперативная,
- ул. Ленина,
- ул. Молодёжная,
- ул. Набережная,
- ул. Новая,
- ул. Пригородная,
- ул. Пушкина,
- ул. Свердлова,
- ул. Скуридина,
- ул. Советская,
- ул. Стаханова,
- ул. Сухореченская,
- ул. Тараса Шевченко,
- ул. Чкалова,
- ул. Школьная,
- ул. Южная,
- ул. Юрия Гагарина.

### Ближайшие населённые пункты
- село Красиловка в 3 км на востоке,
- село Сандыктау в 13 км на юго-западе.

## История
В 1939 году населённый пункт при Айдабулском спиртзаводе отнесён к категории посёлков городского типа с присвоением наименования Айдабул.
В 1908 году был построен спиртовой завод и откормочный совхоз.
В 2021 году спиртовой завод объявили банкротом

## Население
| 1939  | 1959  | 1970  | 1979  | 1989  | 1999  | 2009  |
| ----- | ----- | ----- | ----- | ----- | ----- | ----- |
| 3000  | ↘2441 | ↘1798 | ↘1497 | ↗1546 | ↘1491 | ↘1222 |
| 2021  |       |       |       |       |       |       |
| ↘1041 |       |       |       |       |       |       |

В 1999 году население посёлка составляло 1491 человек (739 мужчин и 752 женщины). По данным переписи 2009 года, в посёлке проживали 1222 человека (587 мужчин и 635 женщин).